# Super Battletank
Super Battletank, anche pubblicato come Garry Kitchen's Super Battletank: War in the Gulf, è un videogioco di simulazione di carro armato sviluppato da Imagineering e pubblicato nel 1992 da Absolute Entertainment per Super Nintendo Entertainment System e Sega Mega Drive. È il sequel di Battle Tank (1990). Nel 1994 il gioco è stato convertito per Game Boy e Game Gear e ha avuto un seguito, Super Battletank 2. Nel 2003 un remake per Game Boy Advance è stato pubblicato con i titoli Operation Armored Liberty e Armoured Assault.

## Modalità di gioco
Ambientato nella Guerra del Golfo, in Super Battletank il giocatore controlla un carro armato M1 Abrams.